# Municipio de Great Bend (Minnesota)
El municipio de Great Bend (en inglés: Great Bend Township) es un municipio ubicado en el condado de Cottonwood en el estado estadounidense de Minnesota. En el año 2010 tenía una población de 287 habitantes y una densidad poblacional de 3,49 personas por km².

## Geografía
El municipio de Great Bend se encuentra ubicado en las coordenadas 43°54′8″N 95°11′10″O / 43.90222, -95.18611. Según la Oficina del Censo de los Estados Unidos, el municipio tiene una superficie total de 82.12 km², de la cual 76,84 km² corresponden a tierra firme y (6,42 %) 5,28 km² es agua.

## Demografía
Según el censo de 2010, había 287 personas residiendo en el municipio de Great Bend. La densidad de población era de 3,49 hab./km². De los 287 habitantes, el municipio de Great Bend estaba compuesto por el 96,52 % blancos, el 0,35 % eran amerindios, el 0,35 % eran asiáticos, el 2,44 % eran de otras razas y el 0,35 % eran de una mezcla de razas. Del total de la población el 2,79 % eran hispanos o latinos de cualquier raza.